# Alice Bag

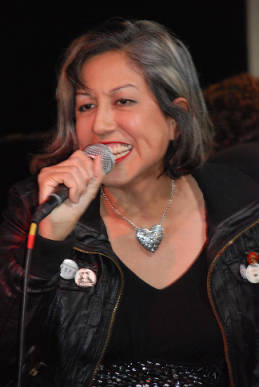
Alice Bag (2012)

Alicia Armendariz (verheiratete Velasquez; * 7. November 1958 in East Los Angeles, Kalifornien), besser bekannt unter ihrem Künstlernamen Alice Bag, ist eine US-amerikanische Sängerin und Autorin. Sie wurde vor allem als Frontfrau und Sängerin der Punkband The Bags in der Szene von Los Angeles bekannt und gilt als eine der ersten Vertreterinnen des „Chicano-Punk“. Nach Auftritten mit zahlreichen weiteren Bands begann sie im Anschluss an die Veröffentlichung ihrer Memoiren 2011 eine Solokarriere.

## Leben

### Kindheit und Jugend
Alicia Armendariz wuchs als Tochter mexikanischer Einwanderer mit einer zehn Jahre älteren Halbschwester in East Los Angeles auf. Ihr Vater war im Rahmen des Bracero-Programms in die Vereinigten Staaten von Amerika gekommen und arbeitete als freiberuflicher Tischler. Ihre Mutter war zunächst Hausfrau und später zeitweise als Aushilfslehrerin tätig. Bereits in jungen Jahren musste Armendariz miterleben, dass ihre Mutter Opfer häuslicher Gewalt wurde. Das Verhältnis zum gewalttätigen, aber auch fürsorglichen Vater Manuel verglich sie in ihren Memoiren mit dem Dualismus eines stereotypen Bösewichts im Lucha Libre, einer Form des professionellen Wrestling, die in Mexiko entwickelt wurde. Bis zu ihrer Einschulung sprach Armendariz ausschließlich Spanisch; Familienurlaube verbrachte sie in Tijuana oder bei Verwandten ihres Vaters in Mexiko-Stadt. Übergewicht, Bockzähne und Brille machten sie als Kind zur Außenseiterin; an Selbstbewusstsein mangelte es ihr dennoch nicht. Nach einem Schulwechsel soll sie ihre Klassenkameraden gebeten haben, sie nach David Bowies Alter Ego „Ziggy“ zu nennen.

### Nach „The Bags“
Nach Auflösung der Bags absolvierte Armendariz ein Philosophiestudium an der California State University, Los Angeles, das sie als Bachelor abschloss. Danach unterrichtete sie fast drei Jahrzehnte lang Spanisch und Englisch an Grundschulen. Mitte der 1980er Jahre arbeitete sie einen Monat als Sprachlehrerin in Nicaragua. 1994 kam ihre Tochter zur Welt, seit 1997 ist sie mit Greg Velasquez verheiratet. Bis 2013 lebte die Familie ein paar Jahre in Phoenix, Arizona, wo Armendariz ihre Lehrtätigkeit anfangs fortsetzte.

## Karriere
Armendariz, die mit Musik von Ranchera und Künstlern wie Pedro Infante, José Alfredo Jiménez und Lucha Villa sozialisiert worden war, hatte bereits früh ihr erstes professionelles Engagement: Im Alter von acht Jahren war sie Mitglied des Schulchors, wo sie für das Einsingen einer Zeichentrickfilmrolle entdeckt wurde. Die Gesangseinlage in ihrer Muttersprache brachte ihr einen Scheck über 100 Dollar ein. Ihre Eltern unterstützten die gesanglichen Ambitionen der Tochter, deren Schwester sie mit Aretha Franklin, The Honeycombs und Betty Wright vertraut gemacht hatte, und kauften ihr ein Keyboard.

### The Bags

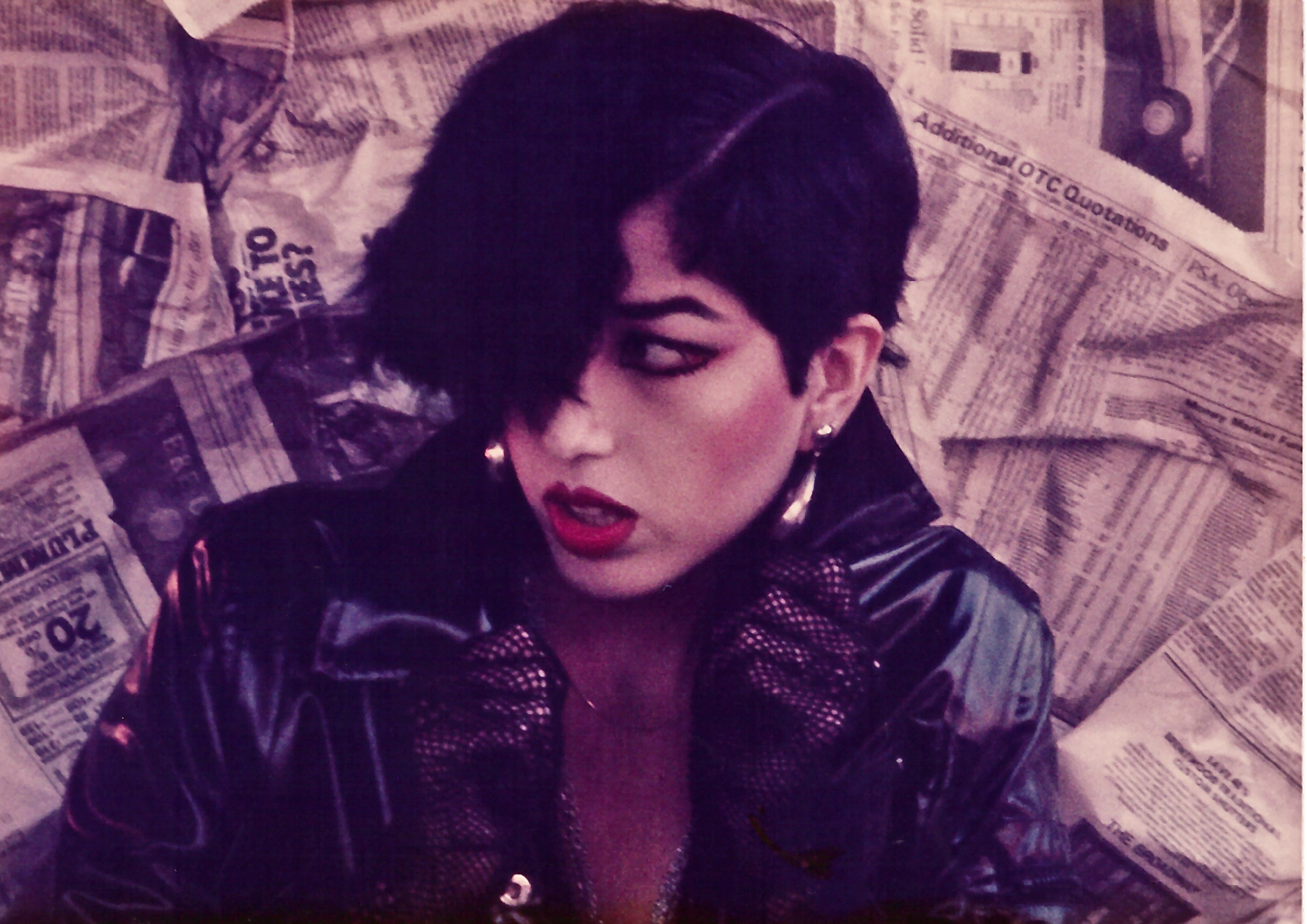
Alice Bag Anfang der 1980er

Während ihrer Zeit in der Highschool begeisterte sich Armendariz für Glamrock, worauf sie als Groupie erstmals in die Musikszene von Los Angeles eintauchte. 1975 lernte sie Patricia Rainone kennen und gründete mit ihr als Bassistin die Band Femme Fatale. Nach erfolglosem Vorsingen für das neue Bandprojekt Venus and the Razorblades von Kim Fowley stießen die Gitarristen Craig Lee und Rob Ritter sowie der Schlagzeuger Terry Graham zur Band, deren Mitglieder kurzzeitig mit Tüten auf dem Kopf auftraten und sich in The Bags umbenannten. Alicia Armendariz gab sich den Künstlernamen Alice Bag. Die Bags gehörten zur ersten Welle von Punkbands an der US-Westküste und prägten die Klubszene der späten 1970er Jahre entscheidend mit. Alice Bag zog mit ihrem Freund und Ersatzschlagzeuger Nickey „Beat“ Alexander, einem festen Mitglied der Band The Weirdos, nach Hollywood. Nach einem Zerwürfnis mit Rainone machte die Band als Quartett weiter. Obwohl die Gruppe während ihres vierjährigen Bestehens kein Album veröffentlichte, erlangte sie dank ihrer energiegeladenen Konzerte Kultstatus. Für eine über die Punkszene hinausgehende Bekanntheit sorgte ein Auftritt in Penelope Spheeris Dokumentarfilm The Decline of Western Civilization unter dem Namen Alice Bag Band. 2007 erschien bei Artifix Records die Bags-Kompilation All Bagged Up… The Collected Works 1977–1980.

### Spätere Jahre
Nach dem Ende der Bags war Alice Bag neben ihrem Hauptberuf als Lehrerin in vielen weiteren Bands, darunter Castration Squad, The Boneheads und Cambridge Apostles, aktiv. Später sang sie an der Seite der Dragqueen Vaginal Davis mit ¡Cholita! und war Mitbegründerin der Gruppen Las Tres und Goddess 13. Während sie zusammen mit dem akustischen Latin-Gitarrentrio Las Tres unter anderem als Support des mexikanisch-amerikanischen Musikers El Vez auftrat, widmete ihr der Public Broadcasting Service Goddess 13 eine Dokumentation. Nach mehrjähriger Mutterschaftspause rief sie 2002 gemeinsam mit anderen Müttern die feministische Pop-Punkband Stay at Home Bomb ins Leben, mit der sie in wechselnder Besetzung bis heute aktiv ist.
Neben ersten Konzerten mit Stay at Home Bomb begann Alice Bag zu bloggen. Aus dem so entstandenen „Diary of a Bad Housewife“ gingen schließlich ihre Memoiren hervor, die sie 2011 unter dem Titel Violence Girl: East L.A. Rage to Hollywood Stage, A Chicana Punk Story in Buchform herausbrachte. Den Mehrwert, den Geschichten wie ihre in der Öffentlichkeit erzielen können, erläuterte sie wie folgt:

“I feel like women, and especially women of color, are left out of histories all the time (…) I would love to hear from women from other
ethnic groups, or queer women. If you only get one perspective, your history is skewed. So I do feel it’s important that I’m writing a firsthand account, that I’m a woman, and that I’m a Chicana.”

„Ich habe das Gefühl, dass Frauen, vor allem farbige Frauen, in der Geschichte immer außen vor gelassen werden (…) Ich würde gerne von Frauen aus anderen
ethnischen Gruppen oder von queeren Frauen hören. Wenn Du nur eine Perspektive kennst, dann ist deine Geschichte verzerrt. Deshalb finde ich es wichtig, dass ich einen Bericht aus erster Hand schreibe, dass ich eine Frau bin und dass ich eine Chicana bin.“

Die auf ihrem Aufenthalt in Nicaragua beruhende Graphic Novel Pipe Bomb for the Soul veröffentlichte sie 2015 im Selbstverlag. Angespornt durch den Erfolg ihrer Memoiren sammelte Bag über die Crowdfunding-Plattform Kickstarter fast 18.000 Dollar, worauf sie im Alter von 57 Jahren ihr erstes Studioalbum aufnahm. Das selbstbetitelte Debüt erschien im Juni 2016 bei Don Giovanni Records und wurde von zwei Single-Auskopplungen begleitet. In den folgenden Jahren veröffentlichte sie weitere Musik über SoundCloud, darunter drei Alben und mehrere Singles. Daneben schrieb sie Zeitschriftenbeiträge zu feministischen und Chicano-Themen und trat als Unterstützerin der LGBT-Community in Erscheinung. Zu Beginn der COVID-19-Pandemie lud sie Aufnahmen ihrer Morgengymnastik zu ihren Lieblings-Punksongs auf YouTube hoch.

## Stil und Rezeption
Alice Bag gilt als erste weibliche Leadsängerin in der Punkszene von Los Angeles sowie als frühe Identifikationsfigur der Chicano-Kultur in diesem Genre. Ihre Memoiren, die Lori Rodríguez in La Voz de Esperanza als „feministische Chicana-Erzählung von Widerstand, kritischem Bewusstsein und sozialem Wandel“ beschrieb, verstärkten diese Wahrnehmung noch. Während The Bags musikalisch als frühe Vertreter des Hardcore Punk gelten können, spielte Bag mit späteren Gruppen wie Las Tres und Stay at Home Bomb Folk und Pop-Punk. Mit ihrer ersten Band verarbeitete sie vor allem Wut und Frustration, die sich seit ihrer Kindheit bei ihr aufgestaut hatten. Die aggressiven Bühnenauftritte bezeichnete sie in ihren Memoiren als „Exorzismus“:

“I hadn’t noticed the first time we played, but there was an intense anger inside of me that turned even the most trite lyrics into a verbal assault. I felt like a woman possessed, and the ritual of being onstage was my exorcism.”

„Als wir das erste Mal auftraten, hatte ich es gar nicht bemerkt, aber in mir war eine intensive Wut, die selbst die banalsten Texte in einen verbalen Angriff verwandelte. Ich fühlte mich wie eine besessene Frau und das Ritual, auf der Bühne zu stehen, war mein Exorzismus.“

Textlich befasst sich Alice Bag mit häuslicher Gewalt, der Verteilung von Geschlechterrollen und gesellschaftlichen Weiblichkeitsbildern. Ihre erste Single He’s So Sorry aus dem Jahr 2016 thematisierte häusliche Gewalt und rief Vergleiche mit He Hit Me (And It Felt Like a Kiss) von The Crystals hervor. Auf der 2020 veröffentlichten Single Spark erklärte sie sich mit Zeilen wie „And even when I try to be normal/I always miss the mark/Hell no, […] I’m not dimming my spark“ (Und selbst wenn ich versuche, normal zu sein / verfehle ich immer das Ziel / Verdammt nein, […] ich verliere nicht meinen Lebensmut) mit queeren Menschen solidarisch.

## Diskografie
Solo
- 2016: Alice Bag
- 2017: Alice Bag and the Sissybears
- 2018: Blueprint
- 2020: Sister Dynamite

The Bags
- 2003: Disco’s Dead (EP)
- 2007: All Bagged Up… The Collected Works 1977–1980
- 2008: Babylonian Gorgon (EP)

## Bibliografie
- Violence Girl: East L.A. Rage to Hollywood Stage, A Chicana Punk Story. Feral House, Port Townsend 2011, ISBN 978-1-936239-12-2.
- Work That Hoe: Tilling the Soil of Punk Feminism. In: Women & Performance: A Journal of Feminist Theory. Band 22, Nr. 2–3 (Juli – November 2012), S. 233–238.
- Pipe Bomb for the Soul. CPSIA, Los Angeles 2015, ISBN 978-0-692-43319-5.